# Stephen Goosson
Stephen Goosson (* 24. März 1889 in Grand Rapids, Michigan, USA; † 25. März 1973 in Los Angeles, Kalifornien, USA) war ein Oscar-gekrönter US-amerikanischer Szenenbildner.

## Leben
Bevor Stephen Goosson zum Film kam, arbeitete er in Detroit als Architekt. 1919 folgten seine ersten Filmarbeiten für Lewis J. Selznick. Danach arbeitete er für mehrere Produktionsgesellschaften, unter anderem für Mary Pickford, Frank Lloyd und Cecil B. DeMille. Schließlich erfolgte der Wechsel zu Columbia Pictures, wo er 25 Jahre arbeitete. Seinen ersten Oscar gewann Goosson mit den Bühnenbildern des Films Lost Horizon (dt. In den Fesseln von Shangri-La). Hierfür entstand unter seiner Leitung auf der Columbia Movie Ranch eine von 150 Arbeitern errichtete künstlerisch anspruchsvolle Kulisse, die bis heute als die größte jemals in Hollywood gebaute Filmkulisse gilt.
Goosson war bekannt für seine Akribie. Vom ersten Entwurf bis hin zur letzten Detailarbeit am Filmset war seine Arbeit stets äußerst detailreich. Unabhängig vom Budget legte er großen Wert auf exakte Recherche und Authentizität. Für über 130 Produktionen arbeitete Goosson das Szenenbild aus, bevor er sich 1955 aus dem Filmgeschäft zurückzog. Einen Tag nach seinem 85. Geburtstag verstarb Stephen Goosson am 25. März 1973 an den Folgen eines Schlaganfalls.

## Filmografie (Auswahl)
- 1920: Blind Youth – Regie: Edward Sloman
- 1921: Der kleine Lord (Little Lord Fountleroy) – Regie: Alfred E. Green und Jack Pickford
- 1922: The Eternal Flame – Regie: Frank Lloyd
- 1922: Oliver Twist – Regie: Frank Lloyd
- 1923: Die Bluthochzeit (Ashes of Vengeance) – Regie: Frank Lloyd
- 1923: An der Grenze des Gesetzes (Within the Law) – Regie: Frank Lloyd
- 1924: Die Seeteufel (The Sea Hawk) – Regie: Frank Lloyd
- 1927: Die Welt in Flammen (The Patent Leather Kid) – Regie: Alfred Santell
- 1928: Wolkenkratzer (Skyscraper) – Regie: Howard Higgin
- 1928: Herzbub (Tenth Avenue) – Regie: William C. de Mille
- 1928: The Cop – Regie: Donald Crisp
- 1931: Just Imagine – Regie: David Butler
- 1931: Vor Blondinen wird gewarnt (Platinum Blonde) – Regie: Frank Capra
- 1932: Der Tag, an dem die Bank gestürmt wurde (American Madness) – Regie: Frank Capra
- 1933: Lady für einen Tag (Lady for a Day) – Regie: Frank Capra
- 1933: Man’s Castle – Regie: Frank Borzage
- 1934: Es geschah in einer Nacht (It Happened One Night) – Regie: Frank Capra
- 1934: One Night of Love – Regie: Victor Schertzinger
- 1935: Das schwarze Zimmer (The Black Room) – Regie: Roy William Neill
- 1935: Wenn sie nur kochen könnte (If You Could Only Cook) – Regie: William A. Seiter
- 1935: Party Wire – Regie: Erle C. Kenton
- 1936: Mr. Deeds geht in die Stadt (Mr. Deeds Goes to Town) – Regie: Frank Capra
- 1936: Meet Nero Wolfe – Regie: Herbert J. Biberman
- 1936: Theodora wird wild (Theodora Goes Wild) – Regie: Richard Boleslawski
- 1936: Craig’s Wife – Regie: Dorothy Arzner
- 1936: Pennies from Heaven – Regie: Norman Z. McLeod
- 1937: In den Fesseln von Shangri-La (Lost Horizon) – Regie: Frank Capra
- 1937: Die schreckliche Wahrheit (The Awful Truth) – Regie: Leo McCarey
- 1938: There’s Always a Woman – Regie: Alexander Hall
- 1938: Die Schwester der Braut (Holiday) – Regie: George Cukor
- 1938: Lebenskünstler (You Can’t Take It with You) – Regie: Frank Capra
- 1938: The Lady Objects – Regie: Erle C. Kenton
- 1941: Hier ist John Doe (Meet John Doe) – Regie: Frank Capra
- 1941: Die kleinen Füchse (The Little Foxes) – Regie: William Wyler
- 1944: Die badende Venus (Bathing Beauty) – Regie: George Sidney
- 1944: Modell wider Willen (Together Again) – Regie: Charles Vidor
- 1945: Tonight and Every Night – Regie: Victor Saville
- 1945: 1001 Nacht (A Thousand and One Nights) – Regie: Alfred E. Green
- 1945: Over 21 – Regie: Charles Vidor
- 1945: Küsse und verschweig mir nichts! (Kiss and Tell) – Regie: Richard Wallace
- 1946: Mein Herz gehört dem Rebellen (The Fighting Guardsman) – Regie: Henry Levin
- 1946: Gilda – Regie: Charles Vidor
- 1946: Der Bandit und die Königin (The Bandit of Sherwood Forest) – Regie: Henry Levin und George Sherman
- 1946: Gehaßt, gejagt, gefürchtet (Renegades) – Regie: George Sherman
- 1946: Sambafieber (The Thrill of Brazil) – Regie: S. Sylvain Simon
- 1946: Der Jazzsänger (The Jolson Story) – Regie: Alfred E. Green
- 1946: Flucht von der Teufelsinsel (The Return of Monte Cristo) – Regie: Henry Levin
- 1947: Späte Sühne (Dead Reckoning) – Regie: John Cromwell
- 1947: Abgekartetes Spiel (Framed) – Regie: Richard Wallace
- 1947: Eine Göttin auf Erden (Down to Earth) – Regie: Alexander Hall
- 1947: Die Lady von Shanghai (The Lady from Shanghai) – Regie: Orson Welles
- 1948: Blutfehde (The Swordsman) – Regie: Joseph H. Lewis
- 1948: Blut und Gold (Relentless) – Regie George Sherman
- 1948: Opium (To the Ends of the Earth) – Regie: Robert Stevenson
- 1948: Ein Mann für Millie (The Mating of Millie) – Regie: Henry Levin
- 1948: Schwarze Pfeile (The Black Arrow) – Regie: Gordon Douglas
- 1948: Dieser verrückte Mr. Johns! (The Fuller Brush Man) – Regie. S. Sylvain Simon
- 1948: Der Richter von Colorado (The Man from Colorado) – Regie: Henry Levin
- 1948: Liebesnächte in Sevilla (The Loves of Carmen) – Regie: Charles Vidor
- 1948: Die Geliebte des Marschalls (The Gallant Blade) – Regie Henry Levin
- 1948: Ein Pferd namens October (The Return of October) – Regie: Joseph H. Lewis

## Auszeichnungen
- Oscar 1938 für In den Fesseln von Shangri-La
- Oscarnominierung 1931 für Just Imagine (mit Ralph Hammeras)
- Oscarnominierung 1939 für Die Schwester der Braut (mit Lionel Banks)
- Oscarnominierung 1942 für Die kleinen Füchse (Schwarzweiß/mit Howard Bristol)
- Oscarnominierung 1946 für 1001 Nacht (Farbe/mit Frank Tuttle und Rudolph Sternad)